# Réginal Goreux
Réginal Goreux (Saint Michel, 31 de dezembro de 1987) é um futebolista haitiano que atua como zagueiro. Atualmente defende o Standard de Liège.